# きづき
きづき（1990年12月28日 - ）は、日本の俳優。本名・旧芸名は城築 創（きづき はじめ）。
東京都出身。身長155cm。慶應義塾大学経済学部中退。

## 経歴
- 東京都生まれ[3]。
- 2019年2月28日の渋谷のラジオの学校にて「きづき」に改名。名付け親は福山雅治[4]。
- 2020年3月31日、劇団プレステージを退団、同時にアミューズ所属継続していくことを発表した[5]。
- 2023年3月31日を以てアミューズを退所。4月1日からヒラタオフィスに所属[6]。
- 2024年3月31日を以てヒラタオフィスを退所。4月1日から個人事務所として合同会社marukoroを設立[7]。

## 人物
- 趣味はアニメ鑑賞、AMラジオ鑑賞、ウクレレ。特技は器械体操。
- 魚が好きでデートで行きたいところは水族館。
- 劇団プレステージに初参加した「WORLD'S ENDのGIRLFRIEND」でいきなり主役に抜擢される。
- 学生の頃、身長が低いことを気にした親が病院に通わせるが、身長は伸びなかった。しかし、本人は全く気にしていない。
- 運動神経がよい。

## 出演

### 映画
- SCOOP!（2016年）
- ファミマを曲がれば私のおうち（2019年）
- 犬鳴村（2020年2月7日公開、東映）
- グッドバイ〜嘘からはじまる人生喜劇〜（2020年2月14日公開、キノフィルムズ)
- ALIVEHOON アライブフーン（2022年6月10日公開、イオンエンターテイメント)[8]

### テレビドラマ
- 土曜プレミアム 容疑者は8人の人気芸人（2015年、フジテレビ）
- HEAT（2015年、フジテレビ）
- HiGH&LOW〜THE STORY OF S.W.O.R.D.〜（2015年、日本テレビ）
- ストリートワイズ・イン・ワンダーランド-事件の方が放っておかない探偵-（2017年、フジテレビ）
- ファイブ（2017年、フジテレビ） - ガンダム 役
- Love or Not（2017年、フジテレビ） - 若木 役
  - Love or Not 2（2018年）
- 男の操（2017年、NHK BSプレミアム）
- 記憶（2018年、フジテレビNEXT ライブ・プレミアム / J:COM プレミアチャンネル） - 小杉正太郎 役[9]
- 正義のセ（2018年、日本テレビ） - 山川 役
- 私のおじさん〜WATAOJI〜（2019年、テレビ朝日）
- テレビ東京開局55周年特別企画 ドラマスペシャル 二つの祖国（2019年、テレビ東京）
- 白衣の戦士!（2019年、日本テレビ）
- 監察医 朝顔（2019年、フジテレビ） - 浅井三郎 役[10]
- G線上のあなたと私（2019年、TBS） - コーちゃん 役[11]
- パニックコマーシャル（2019年、フジテレビ） - 宮地学 役[12]
- シロでもクロでもない世界で、パンダは笑う。（2020年、日本テレビ） - 佐島一郎 役[13]
- ランチ合コン探偵〜恋とグルメと謎解きと〜（2020年、日本テレビ）- 稲生正也／直也 役[14]
- 大河ドラマ（NHK）
  - 麒麟がくる（2020年）- 平太 役
  - 鎌倉殿の13人（2022年） - 平盛綱 役[15]
- 乃木坂シネマズ〜STORY of 46〜 第4話「民主主義定食屋」（2020年2月12日、フジテレビ）[16]
- 家政夫のミタゾノ（2020年、テレビ朝日） - 河原 役[17]
- うつ病九段（2020年12月20日、NHK BSプレミアム） - 渡辺和史 役
- 出会い系サイトで70人と実際に会ってその人に合いそうな本をすすめまくった1年間のこと 第6話（2021年4月30日、WOWOWプライム）- 江崎 役[18]
- ごほうびごはん（2021年、BSテレ東） - 本田 役[19]
- 暴太郎戦隊ドンブラザーズ ドン4話（2022年3月27日、テレビ朝日） - 水野幸雄 役[20]
- 育休刑事（2023年4月18日 - 6月20日、NHK総合・NHK BS4K） - 浅沼翔 役[21]
- 24時間テレビ ドラマスペシャル『虹色のチョーク 知的障がい者と歩んだ町工場のキセキ』（2023年8月26日、日本テレビ） - 岸田亮太 役[22]
- 連続テレビ小説 虎に翼（2024年4月1日 - 、NHK） - 三河屋 役
- バントマン 第8話（2024年12月1日、東海テレビ・フジテレビ系） - 田中柊人 役[23]
- 大富豪同心スペシャル（2024年12月〈予定〉、NHK BSプレミアム4K） - 半左 役[24][25]
- 問題物件 第1話（2025年1月15日、フジテレビ） - 須貝森次 役[26]

### ネット配信
- オリジナルリモートドラマ『大丈夫 WHEN LIFE HITS YOU HARD』(2020年6月1日配信、YouTubeチャンネル「Drama stock」)[27]
- 「喫茶プレリュード」（2019年5月1日 - 11月13日、Youtube） - 三田奏太郎 役

### オーディオドラマ
- 禁男女子（2021年4月1日 - 、NUMA） - 受験生 役　[28]
- 暴き屋〜他人の秘密、暴きます〜（2021年4月26日 - 、NUMA） - 田中諒平 役　[29]
- 知ってるようで知らないアレコレ（2021年5月26日 - 、NUMA） - 才原次郎 役 [30]
- 帰ってきた 煩悩バスガイド～捨離子、52歳～（2022年7月30日 - 、NUMA） [31]

### CM
- KONAMI 「METAL GEAR SOLID V： THE PHANTOM PAIN」（2015年）
- JCB CARD W（2019年4月～）
- Amazonプライム・ビデオ（2019年5月～）[3][32]
- JRA公式データ配信サービス「JRA-VAN」「アプリでアップデート」篇（2022年1月～）[33]

### 舞台
- 演劇集団イヌッコロ×ACTOLI×シザーブリッツトリプルコラボ公演 第2弾「オタッカーズ・ハイ」（2016年6月7日 - 19日、下北沢 小劇場B1）[34]
- 「EXTRA EXTRA－エクストラ エキストラ－」（2016年10月5日 - 9日、シアターブラッツ）[35]
- 劇団献身第9回公演「幕張の憶測」（2017年5月12日 - 21日、東京 シアター711）[36]
  - 第10回本公演「俺は大器晩成、～四十にして大輪を咲かせる予定～」（2017年12月20日 -24日、駅前劇場）[37]
  - 「スケール」（2020年4月3日 - 12日、OFF・OFFシアター）※ 新型コロナウィルスの影響で中止[38]
- ヨーロッパ企画20周年ツアー 第38回公演「サマータイムマシン・ワンスモア」（プレビュー公演：2018年7月28日、栗東芸術文化会館さきら 中ホール／2018年8月9日 - 8月12日、京都府立文化芸術会館／2018年8月17日 - 9月9日、本多劇場／2018年9月12日 - 28日、ABCホール／2018年9月30日、西条市丹原文化会館 大ホール／2018年10月2日、高知県立県民文化ホール グリーンホール／2018年10月4日、愛知県産業労働センター ウインクあいち 2階大ホール／2018年10月25日、JMSアステールプラザ 中ホール／2018年10月27日・28日、西鉄ホール／2018年11月3日、道新ホール／2018年11月10日、横浜 関内ホール）[39]
- モダンボーイズ（2021年4月3日 - 4月16日、東京・ 新国立劇場 中劇場）[40][41]

#### 劇団プレステージ
- 第9回本公演「WORLD'S ENDのGIRLFRIEND」（2015年2月8日 - 22日、CBGKシブゲキ!!）- 謙三さん 役[42]
- 番外公演「チェリーの木の下で -DT-MAX15'-」（2015年4月10日 - 19日、千本桜ホール）[43]
- 第10回本公演「Have a good time?（再演）」（2015年8月8日 - 9日、森ノ宮ピロティホール / 8月12日 - 23日、紀伊国屋サザンシアター）[44]
- 番外公演「君のそばにいたいのに」（2016年2月12日 - 21日、CBGKシブゲキ‼）[45]
- 第11回本公演「リサウンド〜響奏曲〜」（2016年9月2日 - 18日、CBGKシブゲキ!!）[46]
- 劇団プレステージ×ヨーロッパ企画「突風!道玄坂歌合戦」（2016年12月7日 - 20日、CBGKシブゲキ!!）- タモツ 役[47]
- 第12回本公演「URA! URA! Booost」（2017年8月16日 - 27日、紀伊国屋サザンシアター）[48]
- 第2回企画公演「僕を狂わす三億円」  (2018年4月22日 - 29日、恵比寿エコー劇場) - 今田 役[49]
- 第14回本公演「終わり to はじまり」（2018年）（2016年12月7日 - 20日、CBGKシブゲキ!!）- 真壁 役[50]
- 第15回本公演「大地からのレラ!」（2019年9月28日 - 10月6日 、CBGKシブゲキ!!）- 大木 役[51]

### イベント
- 「ミミーの日だから一杯おごってよ2016」（2016年3月31日、品川 J-SQUARE SHINAGAWA）[52]

#### 劇団プレステージ
- 劇・プレ博2015 ～初夏の広報戦略～（2015年7月5日、J-SQUARE SHINAGAWA）[53]
- Prestage Party at PIT〜てんやわんやの大感謝祭〜（2015年11月3日、豊洲PIT）[54]
- Prestage Party at 赤坂プリッツ ～真夏のオールスター大感謝祭～（2017年7月16,17日、赤坂BLITZ）[55]
- 劇団プレステージJAPANプレミア上映イベント（2018年10月29日、名古屋ミッドランドスクエアシネマ、2018年10月30日、新宿ピカデリー）[56]

### ラジオ
- 渋谷のラジオの学校、毎週月曜日22時パーソナリティー（2019年6月～2020年3月）